# Кастелански Предалпи
Кастеланските Предалпи (на френски: Préalpes de Castellane) са планина в югоизточна Франция, част от Френските Предалпи.
Разположени са в департаментите Алп Маритим, Алп дьо От Прованс и Вар в региона Прованс-Алпи-Лазурен бряг, между реките Вердон на северозапад и Вар на североизток и изток. Представляват плато със средна надморска височина 900 метра, пресечено от ориентирани от запад на изток хребети с най-голяма височина при връх Пюи дьо Ран (1996 m).